# Nodosotrochus
Nodosotrochus is een geslacht van uitgestorven weekdieren uit de klasse van de Gastropoda (slakken). Exemplaren van dit geslacht zijn slechts als fossiel bekend.

## Soort
- Nodosotrochus tricostatus Gründel & Nützel, 2015 †